# Швейцарские наёмные войска
Швейца́рские наёмные войска́ — швейцарские наёмные солдаты и офицеры, нанимавшиеся на военную и охранную службу в армии иностранных государств в период с XIV по XIX век.

## История

### XIV—XV века

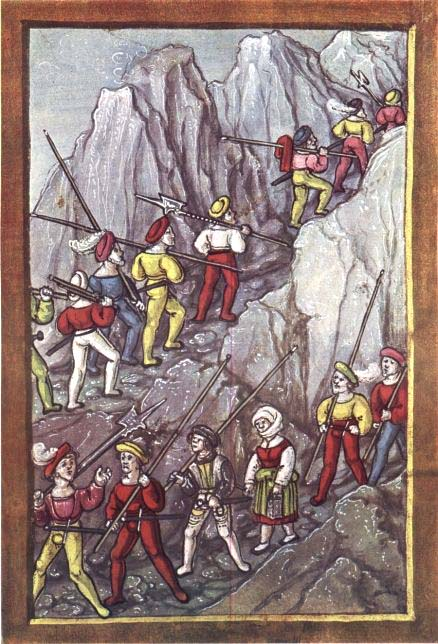
Швейцарские наёмники пересекают Альпы. Илл. из «Люцернской хроники» Диболда Шиллинга Младшего (1513)

Швейцарские наёмные войска на иностранной службе появляются уже в XIV веке, когда в 1373 году в войске Висконти оказалось много наёмников из разных мест Швейцарии. С распространением их славы стал расти спрос на их службу, особенно в XV веке; уже в 1444 году в битве у Сент-Якоба Карл VII узнал отчаянное мужество этих наёмников, вследствие чего постоянной целью французской политики стало привлечение их на службу Франции.
Швейцарские наёмники служили в 1465 году в войске врагов Людовика XI при Монлери, в 1462 году — рейнскому пфальцграфу Фридриху I при Зеккенхейме. 
Чёрная армия (1459-1490) венгерского короля Матьяша Корвина также содержала швейцарские отряды пикинёров, пользовавшиеся большим уважением короля.
Между швейцарскими наёмниками и Францией стали заключаться настоящие договоры (первый такой договор был заключён Карлом VII в 1452—1453 годах), которые неоднократно возобновлялись. Особенно важен договор 1474 года, заключённый против Карла Смелого. По этому договору король Людовик XI обязуется, пока он жив, платить ежегодно 20 000 франков договаривающимся селениям, которые должны равномерно распределять эти деньги между собой; за это они обязаны, если король ведет войну и требует помощи, доставлять ему вооружённых людей, с тем, чтобы они получали от него жалованье по 4½ гульдена в месяц каждый и за каждый выход в поле по меньшей мере трёхмесячное жалованье и чтобы наёмники пользовались преимуществами королевских войск. Если же договаривающиеся селения будут призывать короля на помощь против Бургундии, а он будет задержан войной, то он платит им в вознаграждение 20 000 рейнских гульденов каждую четверть года, не считая уже упомянутых годичных платежей.
Этот договор дал возможность королю Карлу VIII в междоусобной войне с герцогом Орлеанским употребить в дело 5000 швейцарских наёмников (1488), а во время похода на Неаполь воспользоваться услугами 20 тысяч швейцарцев, которые при отступлении принесли ему огромную пользу, особенно при переходе через Апеннины. В 1495 году Карл VIII организовал при королевском дворе постоянное швейцарское войско, состоящее из 100 алебардщиков, под названием «Швейцарская сотня». Позднее король Генрих III включил это войско в состав Королевского военного дома в качестве внутридворцовой охраны. Со временем в состав Швейцарской сотни добавились отряды лучников и арбалетчиков, которых впоследствии заменили аркебузиры. По мере усовершенствования вооружения и военной тактики половину Швейцарской сотни стали составлять пикинёры, а другую половину — мушкетёры.
В это время борьба за Италию вызвала усиленную потребность в наёмниках; Швейцария сделалась главным местом вербовки войск со стороны среднеевропейских держав. Из итальянских государей первым начал приглашать к себе на службу швейцарцев герцог Савойский, с 1501 года — Венеция.
Во время борьбы Флоренции с Пизой швейцарцы бились в войсках обеих сторон. В это же время швейцарцы начинают служить в Милане (с 1499 года), сначала Лодовико Моро, потом его сыну Массимилиано Сфорце. В войске пап они являются при Сиксте IV и в особенности при Юлии II.
Испанское правительство также начинает, в конце XV века, пользоваться службой швейцарских наёмников, главным образом в виде охранной стражи испанского вице-короля в Неаполе.

### XVI век

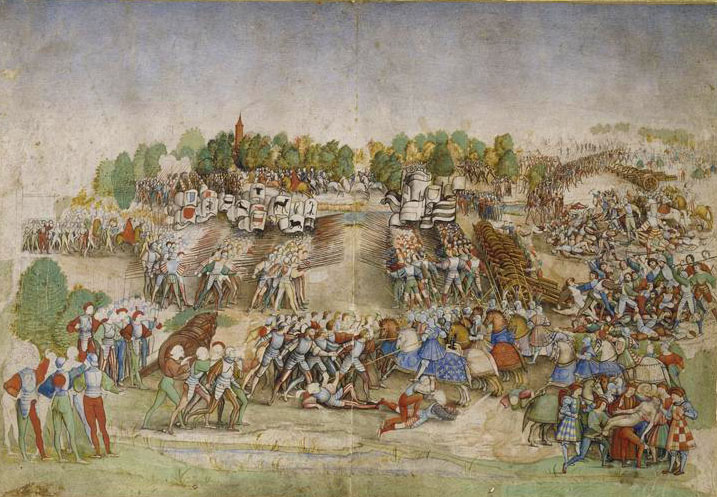
Схватка швейцарских наёмников (слева) с ландскнехтами Франциска I в ходе битвы при Мариньяно (1515). Полотно анонимного художника начала XVI века, обычно именуемого Maître à la Ratière.

Император Максимилиан I использовал швейцарских наёмников в разных частях своих бургундских владений и в Италии. В смутах, которые возникли в Германии в 1519 году вследствие изгнания герцога Ульриха Вюртембергского, швейцарцы служили и в его войске, и в рядах его противников. Французская служба, однако, играла главную роль в политике швейцарцев, особенно после поражения 1515 года при Мариньяно.

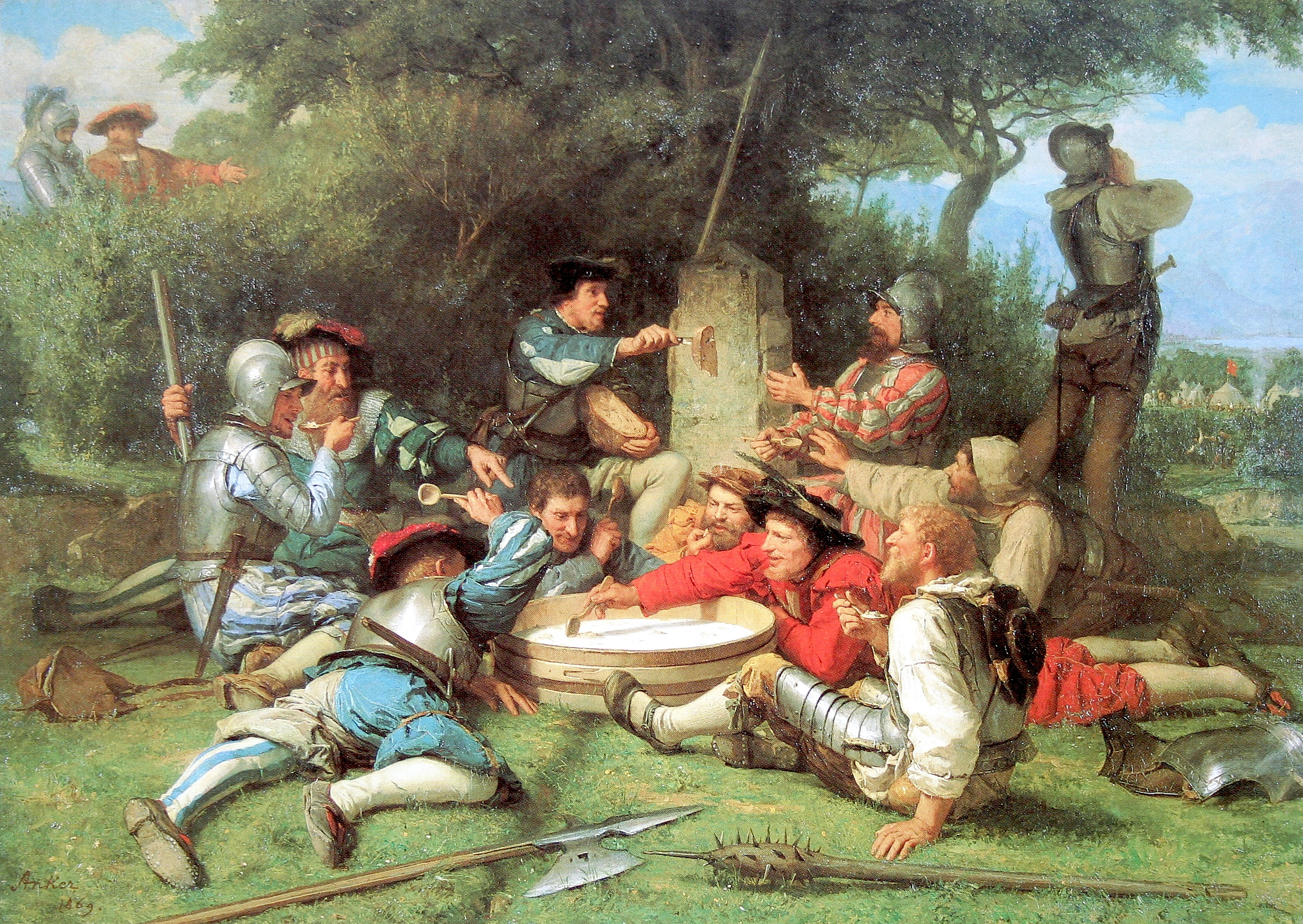
Альберт Анкер. «Молочный суп» (1869). Эпизод Первой каппельской войны 1529 г.

Когда началась Реформация, Цвингли удалось удержать в 1521 году Цюрих, а в 1522 году (на короткое время) — и Швиц от возобновления договора с Францией; в 1528 году то же сделал и Берн, после принятия им реформы. В 1529 и 1531 годах между швейцарскими католиками и протестантами разразились Первая и Вторая каппельские войны, в ходе которых отличились наёмные отряды со стороны обеих сторон.
Во время междоусобных религиозных войн во Франции неоднократно бывали чрезвычайные вербовки швейцарцев в гугенотские войска, а ревностные католические политики, со «швейцарским королём» (как многие называли блестящего швейцарского вождя, люцернского шультейса Людвига Пфиффера) во главе, помогали Лиге; иные втягивались в дела Савойи, другие считали долгом поддерживать Испанию. В борьбе Карла V со Шмалькальденским союзом швейцарцы-католики были на службе императора — и в то же время в рядах шмалькальденцев сражался отряд швейцарцев, вопреки правительственному запрещению.
При отношениях, установившихся в эпоху католической реакции, на первый план выступает для католиков, с 1574 года, служба Испании, а с 1582 года — служба Савойе; к этому присоединяется служба у мелких итальянских государей — Гонзага в Мантуе, д'Эсте в Ферраре и потом в Модене, Медичи во Флоренции, где из швейцарцев была образована гвардия.

### XVII век

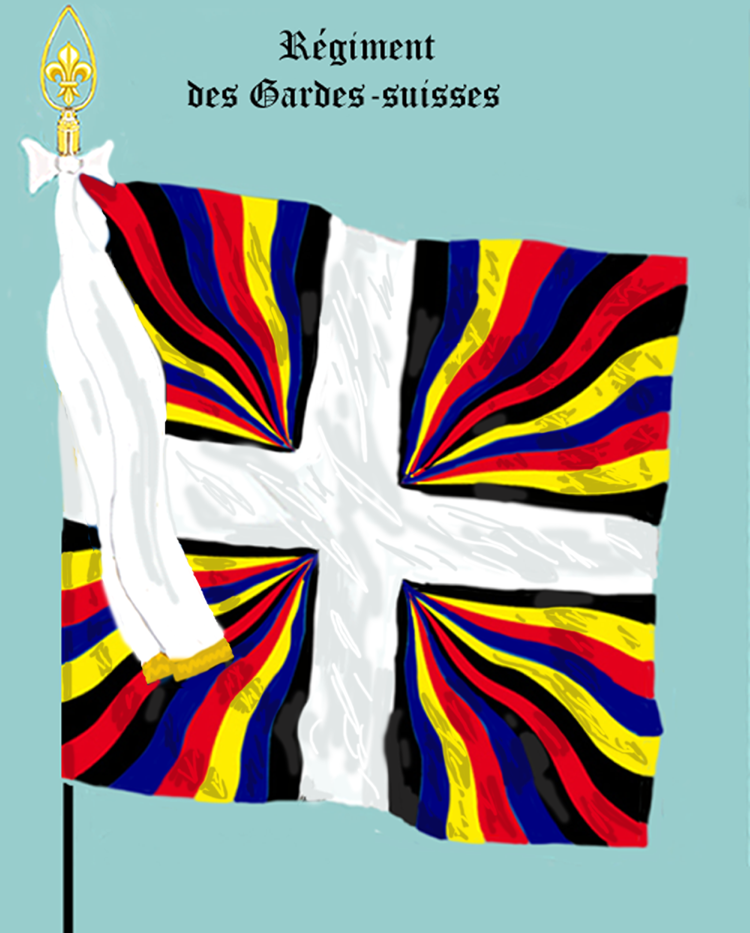
Знамя французской швейцарской гвардии (Gardes suisses)

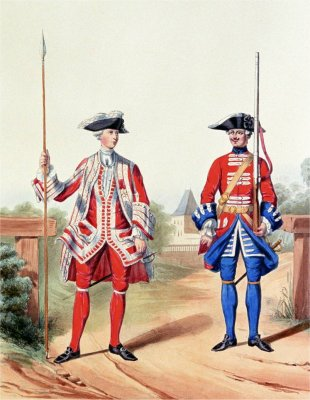
Офицер и рядовой французской швейцарской гвардии (1757)

XVII век начался рядом договоров с Францией. В 1602 году Генрих IV заключил договор со всеми местами вербовки, кроме Цюриха; интересам французской политики служил также договор ретийских селений, направленный против Венеции (1603). В 1614 году Цюрих, после того как Берн ещё несколько раньше изменил нейтралитету, решился тоже приступить к договору с Францией, заключённому в 1602 году. В 1616 году взошедший за 6 лет до этого на трон молодой король Людовик XIII в дополнение к Швейцарской сотне приказывает сформировать полк швейцарской пехоты, который получает наименование «Швейцарская гвардия» (фр. Gardes suisses). Этот полк не входил в состав Королевского военного дома, однако несмотря на это, на Швейцарскую гвардию были возложены те же задачи по несению внутридворцовой охраны, что и на Швейцарскую сотню.
Во время Тридцатилетней войны, в 1632 году, Густав II Адольф набрал из швейцарцев два полка, которые были совершенно рассеяны в битве при Нёрдлингене; затем швейцарские наёмники служили Курпфальцу, Пфальц-Цвейбрюккену и курфюрсту саксонскому, а в Италии — у республик Генуи и Лукки.
Главная масса швейцарских наёмников находилась на службе Франции; в силу договора 1663 года Швейцария была как бы прикована к триумфальной колеснице Людовика XIV. По условиям договора, французское правительство могло набирать в Швейцарии от 6 до 16 тысяч человек, но эмиссары французского короля вербовали потихоньку неограниченное количество людей за ничтожное жалованье, а французский посол раздавал вербовочные патенты, не спрашиваясь у местных властей; свободные отряды (навербованные не по договору или сверх договора) зависели вполне от французского правительства и должны были под его ответственностью служить везде, где оно им укажет, что вело по временам к неприятному для Швейцарии нарушению договоров с теми странами, с которыми она находилась в мире. Так было, например, во время борьбы Франции с Испанией за Франш-Конте и особенно при столкновении её с нидерландцами, которым, как единоверцам, швейцарцы очень сочувствовали; с 1676 года на службе у Нидерландов находился в течение 10 лет отряд швейцарцев, а впоследствии эта служба сделалась излюбленной в протестантской Швейцарии.
Кроме того, множество швейцарских наёмных отрядов находилось на службе императора, в Лотарингии и Савойе, у испанского короля и т. д. Франция в период наибольшего могущества Людовика XIV держала на жаловании до 32 тысяч швейцарцев (после Нимвегенского мира).

### XVIII век
С 1734 года неаполитанские Бурбоны стали держать наёмную гвардию из швейцарцев. Бранденбургская гвардия из наёмников была упразднена после смерти Фридриха I (1713); ещё раньше прекратилась служба швейцарцев у венецианцев, у которых во время борьбы с турками в Морее число наёмников было очень значительно.
Лотарингская гвардия, переведённая в 1737 году во Флоренцию, была распущена с переселением Франца I Стефана в Вену. Число швейцарских наёмников на службе у иностранных государей в XVIII веке было ещё довольно значительно: по подсчету, сделанному во время Аахенского мира, их было всего около 60 тысяч человек, хотя, среди собственно швейцарцев числилось много наёмников разных наций. Второй подсчёт в XVIII веке был произведен при начале революции; оказалось, что всех наёмников около 35 тысяч, из которых только 17 тысяч человек — швейцарские уроженцы; последние составляли в начале 1792 года 13 французских, 6 голландских, 4 испанских и 3 пьемонтских полка, с 70 генералами.
Французская революция отнюдь не уничтожила наёмничество, а только придала ему другое направление: служба Бурбонам прекратилась, но наёмники их перешли на службу частью к республике, частью к её врагам — в войско Конде, к вандейцам, к Паоли на Корсике, за которого уже в 1768 году сражались дезертиры из генуэзских наёмников. В 1798 году Франция зачислила в свои ряды наёмные швейцарские войска, бывшие на жалованье Пьемонта, а в 1808 году — два испанских полка, тогда как пять других сражались в это время за независимость Испании.
Англия, которая ещё во время борьбы с Людовиком XIV держала на жалованье швейцарские наёмные войска для войны на континенте, теперь, в борьбе против Французской республики и империи, пустила в дело швейцарцев, наняв пьемонтский полк, а потом отряды, бывшие прежде на французской и испанской службе; во время второй коалиции Англии служили швейцарские эмигранты. Сюда же можно причислить и те швейцарские отряды, которые последовали на Сицилию за изгнанным из Неаполя Фердинандом Бурбоном.
Когда Швейцария была превращена в Гельветическую республику, её военные силы состояли в распоряжении французского правительства; в 1798 году было организовано шесть гельветских полубригад, из которых Наполеон образовал полк; затем он сформировал ещё три дополнительных полка, отличившихся в Испании и России.

### XIX век
После реставрации Бурбонов Людовик XVIII восстановил швейцарскую гвардию. Наполеон во время Ста дней перехватил возвращавшихся домой швейцарцев и устроил из них небольшой корпус, который сражался за него при Линьи.
В 1816 году шесть швейцарских полков были навербованы для Франции, четыре — для вновь организованного государства Нидерландов.
В Испании и Сардинии наёмные войска существовали в ничтожных размерах, как и в Пруссии, где с 1814 года нейенбургский (нёвшательский) стрелковый батальон служил в Берлине Фридриху Вильгельму III как государю Невшателя.
Нидерландская служба закрылась для швейцарцев незадолго до польской революции, французская — вследствие этой революции; неаполитанская, наоборот, с 1825 года стала требовать всё больше и больше людей. Папа Григорий XVI вербовал с 1832 года свои наёмные войска исключительно из швейцарцев.
В 1848 году швейцарские наёмники на неаполитанской службе сражались против революции. Состоявшие на папской службе сначала сражались против Австрии, а потом разделились: одна часть в 1849 году стала биться за Римскую республику, другая примкнула к вторгшимся в римские владения австрийцам. Свободные толпы швейцарских наёмников помогали Венецианской республике (с Манином во главе) отбиваться от австрийцев; некоторые из них дрались за независимость Ломбардии.
Новое государственное устройство Швейцарии положило конец наёмничеству как правильному и узаконенному общественному явлению, находившемуся под наблюдением и охраной правительства, и предоставило это дело личному усмотрению, как всякий другой заработок. Служба в Неаполе продолжалась до 1859 года, когда швейцарское федеральное правительство объявило, что считает упразднёнными договоры отдельных кантонов по поводу помещения швейцарцев на военную службу у разных держав. Отряд швейцарских наёмников продолжал, однако, сражаться за Франциска II до 1861 года, то есть до капитуляции Гаэты.
В 1855 году возникли иностранные легионы, сражавшиеся за Францию и Англию. Пий IX по возвращении в Папскую область в 1852 году создал военную силу преимущественно из швейцарцев, усилив её в 1860 году до значительных размеров. В 1870 году, с переходом Папской области в руки итальянского короля, была закрыта эта последняя арена военной деятельности швейцарских наёмников; за ними остается только охрана Ватикана, где они составляют так называемую Швейцарскую гвардию.
На основании обстоятельных исследований бернского офицера на неаполитанской службе Р. фон Штейгера, с 1373 года считается 105 вербовок и 623 отряда швейцарских наёмников; из 626 высших офицеров 266 служили во Франции, 79 в Голландии, 55 в Неаполе, 46 в Пьемонте, 42 в Австрии, 36 в Испании.

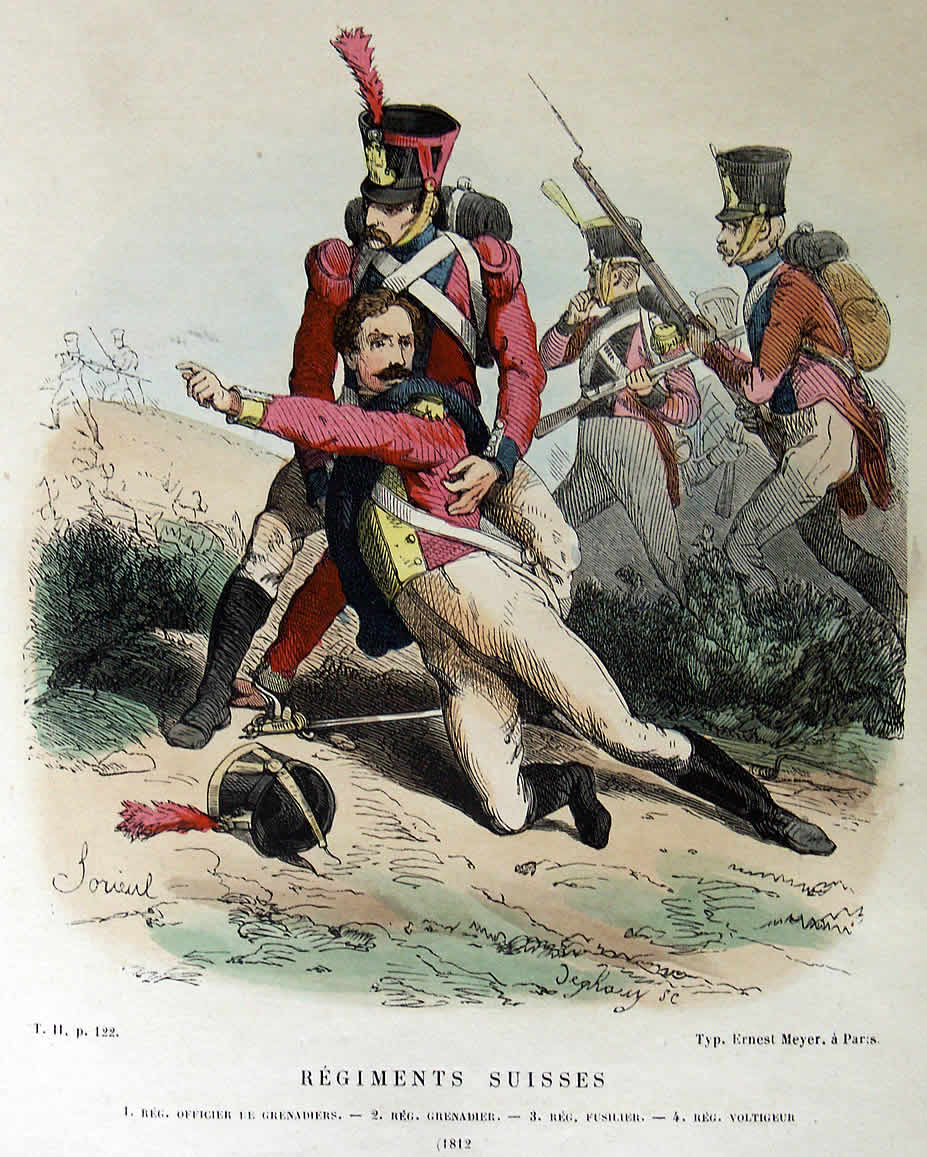
Униформа швейцарских полков Великой армии (1812)
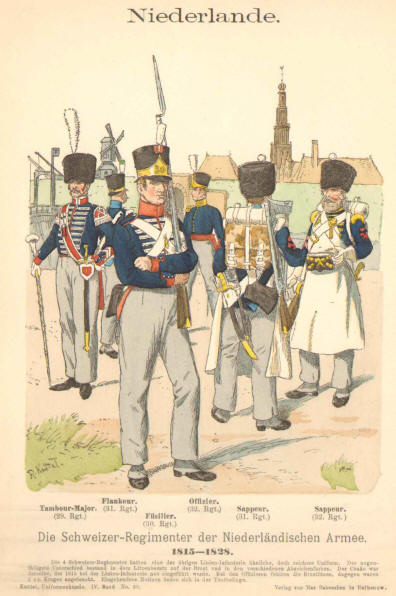
Униформа швейцарских полков нидерландской армии (1815—1828)
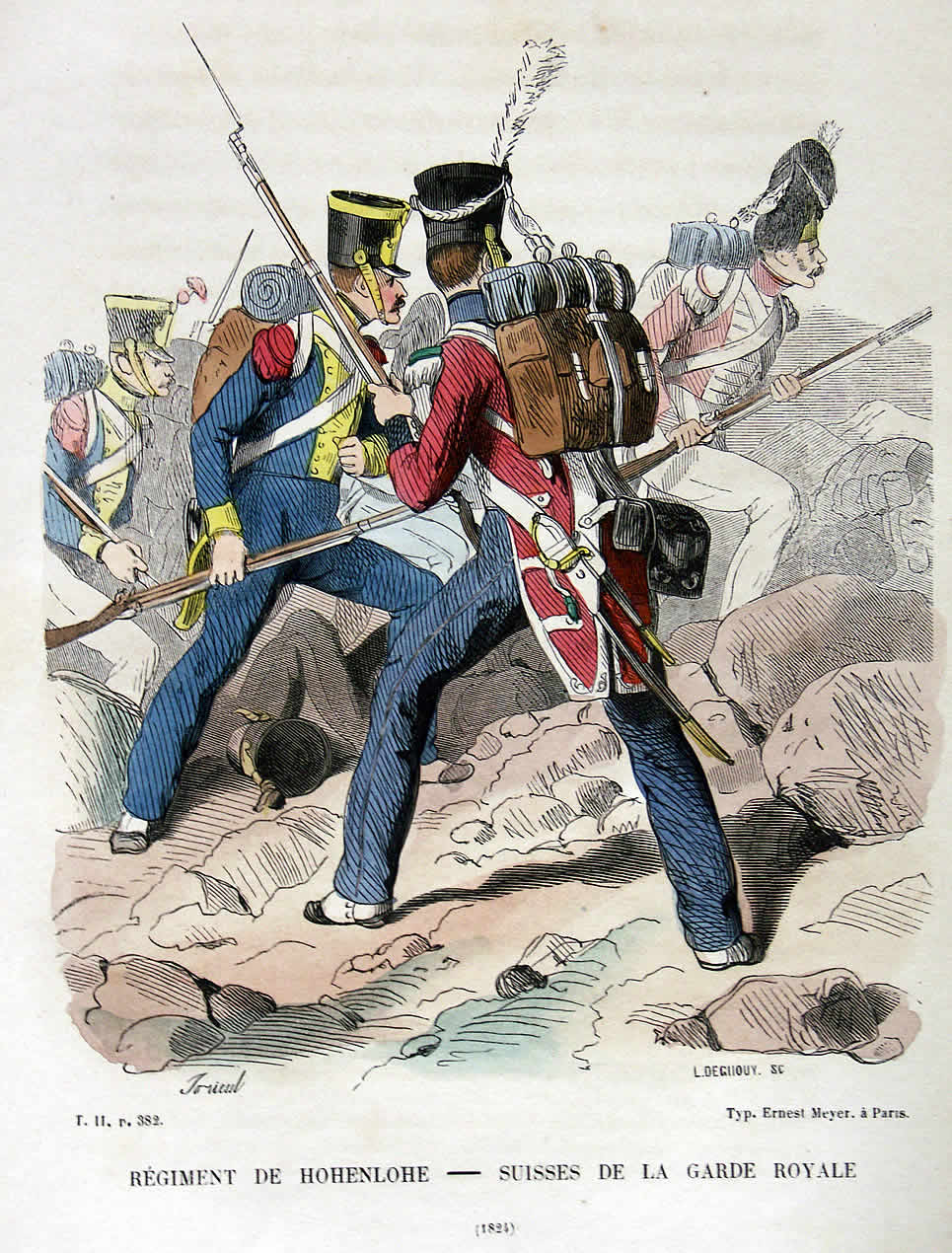
Униформа швейцарской гвардии Королевства Франция (на переднем плане, 1824)
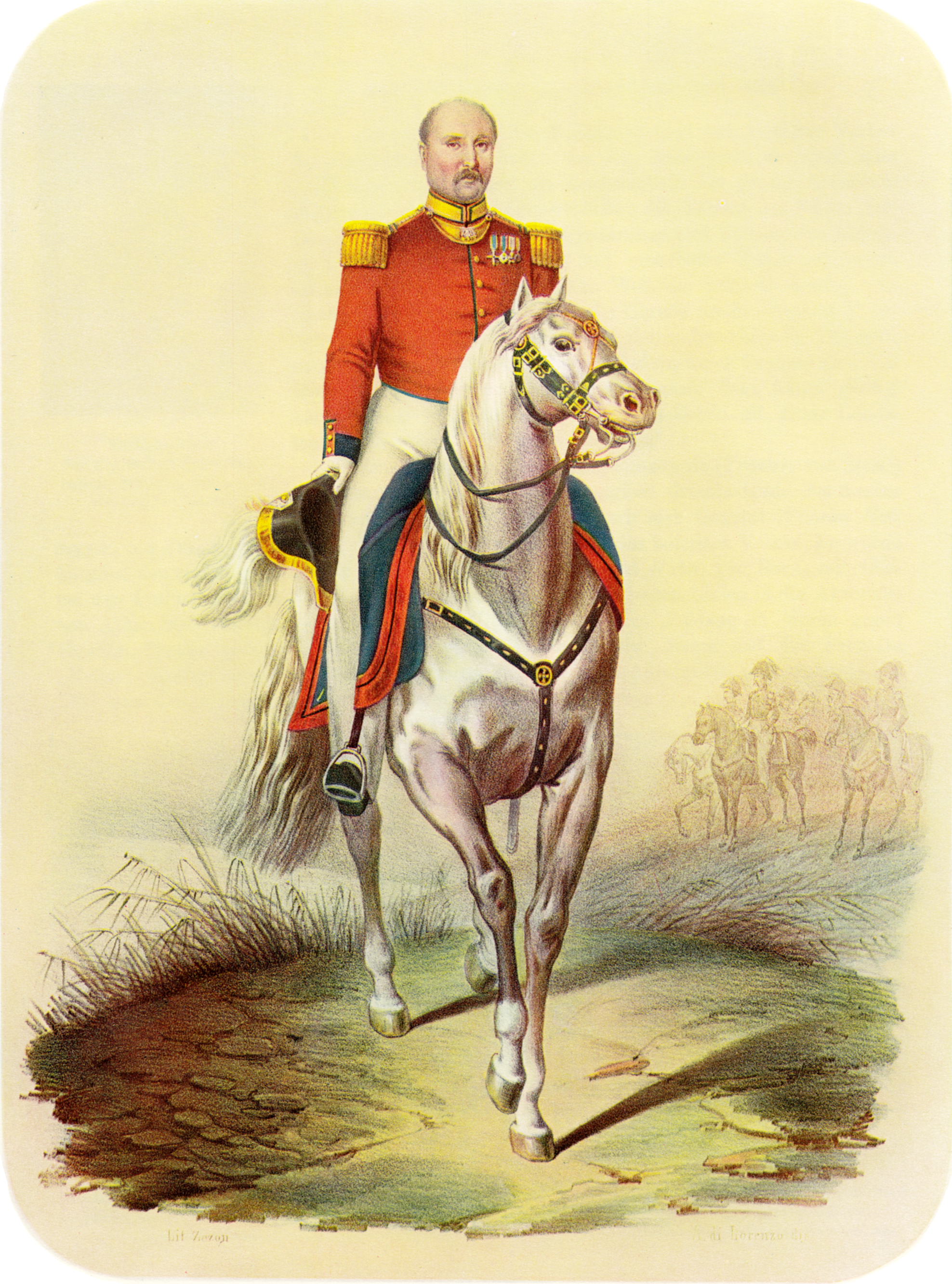
Полковник 2-го швейцарского полка (Неаполитанское королевство, 1850)

## Факты
- Во Франции существует поговорка «Нет денег — нет и швейцарца» (фр. Point d'argent, point de Suisse), возникшая в период Итальянских войн, когда швейцарские наёмники армии Франциска I в разгар боевых действий дезертировали из-за задержки жалованья[3].
- Никколо Макиавелли в знаменитом трактате «Государь» (около 1513) критически отзывается о сильно возросшей к началу XVI века зависимости Франции от швейцарских наёмных войск[4]:

Карл VII, отец короля Людовика XI, благодаря фортуне и доблести освободив Францию от англичан, понял, как необходимо быть вооружённым своим оружием, и приказал образовать постоянную конницу и пехоту. Позже король Людовик, его сын, распустил пехоту и стал брать на службу швейцарцев; эту ошибку ещё усугубили его преемники, и теперь она дорого обходится Французскому королевству. Ибо, предпочтя швейцарцев, Франция подорвала дух своего войска: после упразднения пехоты кавалерия, приданная наёмному войску, уже не надеется выиграть сражение своими силами. Так и получается, что воевать против швейцарцев французы не могут, а без швейцарцев против других — не смеют.